# Andy Kaufman
Andrew Geoffrey Kaufman (Nueva York, 17 de enero de 1949-Los Ángeles, 16 de mayo de 1984) fue un artista, actor, escritor y artista de performance estadounidense. Aunque a menudo se le llama comediante, Kaufman se describió a sí mismo como un «hombre de la canción y el baile». Desdeñó decir chistes y participar en comedias como se entendía tradicionalmente, una vez dijo en una rara entrevista introspectiva: «No soy un cómico, nunca he contado un chiste... La promesa del comediante es que saldrá y te hará reír con él... Mi única promesa es que intentaré entretenerte lo mejor que pueda».
Después de trabajar en pequeños clubes de comedia a principios de los años setenta, Kaufman llamó la atención de un público más amplio en 1975, cuando fue invitado a realizar partes de su actuación en la primera temporada de Saturday Night Live. Su personaje de Foreign Man fue la base de su actuación como Latka Gravas en el exitoso programa de televisión Taxi desde 1978 hasta 1983. Durante este tiempo, continuó recorriendo clubes de comedia y teatros en una serie de espectáculos únicos de arte/comedia, a veces apareciendo como él mismo y a veces como el desagradablemente grosero cantante de salón Tony Clifton. También fue un invitado frecuente en comedias de bocetos y programas de entrevistas nocturnos, particularmente Late Night with David Letterman. En 1982, Kaufman presentó a su villano de lucha profesional al espectáculo de Letterman a través de un encuentro escenificado con Jerry «The King» Lawler de la Asociación Continental de Lucha (aunque el hecho de que el altercado fue planeado no se reveló públicamente hasta una década después).
Kaufman murió de cáncer de pulmón en 1984, a la edad de treinta y cinco años. Debido a que las bromas y las artimañas elaboradas fueron elementos importantes de su carrera, han circulado persistentes rumores de que Kaufman fingió su propia muerte como un gran engaño. Sigue siendo respetado por la variedad de sus personajes, su enfoque singularmente contraintuitivo de la comedia y su disposición a provocar reacciones negativas y confusas del público.

## Primeros años
Kaufman nació el 17 de enero de 1949 en la ciudad de Nueva York, el mayor de tres hijos. Su madre era Janice (de soltera Bernstein), una ama de casa y exmodelo de moda, y su padre era Stanley Robert Kaufman, un vendedor de joyas. Andy, junto con su hermano menor Michael y su hermana Carol, creció en una familia judía de clase media en Great Neck, Long Island. Comenzó a actuar en fiestas de cumpleaños infantiles a los 9 años, poniendo discos y mostrando dibujos animados. Kaufman pasó gran parte de su juventud escribiendo poesía e historias, incluida una novela inédita, The Hollering Mangoo, que completó a los 16 años. Después de una visita a su escuela del músico nigeriano Babatunde Olatunji, Kaufman comenzó a tocar las congas.
Después de graduarse de la escuela secundaria Great Neck North High School en 1967, Kaufman se tomó un año libre antes de inscribirse en el ahora clausurado Grahm Junior College en Boston, donde estudió producción de televisión y protagonizó su propio programa de televisión en el campus, La casa de diversión del tío Andy. En agosto de 1969, hizo autostop a Las Vegas para encontrarse con Elvis Presley, apareciendo sin previo aviso en el Hotel Internacional. Poco después, comenzó a actuar en cafeterías y a desarrollar sus actuaciones, así como a escribir una obra, Gosh (más tarde renombrado Dios y publicado en 2000). Después de graduarse en 1971, comenzó a realizar comedias en varios clubes pequeños de la costa este.

## Influencias
Jim Knipfel y Mark Evanier afirman que Kaufman se inspiró en Dick Shawn.

## Carrera

### Foreign Man y Mighty Mouse
Kaufman recibió por primera vez gran atención por su personaje, Foreign Man, quien habló con una voz mansa, aguda y con un fuerte acento y afirmó ser de "Caspiar", una isla ficticia en el Mar Caspio. Fue como este personaje que Kaufman convenció al propietario del famoso club de comedia de la ciudad de Nueva York The Improv, Budd Friedman, para que le permitiera actuar en el escenario.
Como Foreign Man, Kaufman aparecía en el escenario de los clubes de comedia, reproducía una grabación del tema del programa de dibujos animados Mighty Mouse mientras estaba completamente quieto, y sincronizaba los labios solo con la línea "Aquí vengo a salvar el día" con gran entusiasmo. Tras esto contaba algunos chistes (deliberadamente pobres) y concluía su acto con una serie de imitaciones de celebridades, con gracia derivada de la evidente ineptitud del personaje en la suplantación. Por ejemplo, en su falso acento, Kaufman le diría a la audiencia: "Me gustaría imitar a Jimmy Carter, presidente de los Estados Unidos" y luego, exactamente con la misma voz, diría: "Hola, soy Jimmy Carter, presidente de los Estados Unidos". En algún momento de la presentación, generalmente cuando la audiencia estaba condicionada a la incapacidad de Foreign Man de realizar una sola imitación convincente, Foreign Man anunciaba: "Y ahora me gustaría imitar a Elvis Presley", se daba la vuelta, se quitaba la chaqueta, peinaba su cabello hacia atrás y se lanzaba a una interpretación conmovedora y temblorosa de Presley cantando una de sus canciones de éxito. Al igual que Presley, se quitaba la chaqueta de cuero durante la canción y la arrojaba a la audiencia, pero a diferencia de Presley, Foreign Man inmediatamente pedía que se la devolviera. Después del final de la canción, haría una simple reverencia y diría con su voz de hombre extranjero: "T'ank veddy much".
Partes de la actuación de Kaufman Foreign Man se transmitieron en la primera temporada de Saturday Night Live. El número de Mighty Mouse apareció en el estreno del 11 de octubre de 1975, mientras que las bromas y las imitaciones de celebridades (incluido Elvis) se incluyeron en la transmisión del 8 de noviembre de ese mismo año.

### Latka
Kaufman utilizó por primera vez su personaje de Foreign Man en clubes nocturnos a principios de la década de 1970, a menudo para contar chistes incorrectamente y hacer imitaciones débiles de personajes famosos antes de estallar en su imitación de Elvis Presley. El personaje fue cambiado a Latka Gravas para la comedia de la ABC Taxi, apareciendo en 79 de 114 episodios en 1978-1983. Bob Zmuda confirma esto: "Básicamente estaban comprando el personaje de Andy's Foreign Man para el personaje de Taxi Latka". El mánager de Kaufman, George Shapiro, lo alentó a tomar el papel.
A Kaufman no le gustaban las comedias de situación y no estaba contento con la idea de estar en una, pero Shapiro lo convenció de que rápidamente lo llevaría al estrellato, lo que le haría ganar dinero que luego podría poner en su propio acto. Kaufman aceptó aparecer en 14 episodios por temporada, e inicialmente quería cuatro para el alter ego de Kaufman, Tony Clifton. Sin embargo, después de que Kaufman saboteó deliberadamente la aparición de Clifton en el programa, esa parte de su contrato fue cancelada.
Su personaje recibió el diagnóstico de trastorno de personalidad múltiple, lo que permitió a Kaufman retratar aleatoriamente a otros personajes. En un episodio de Taxi, el personaje de Kaufman se dio por vencido con una condición que era actuar como Alex Reiger, el personaje principal interpretado por Judd Hirsch. Otro personaje tan recurrente interpretado por Kaufman fue el mujeriego Vic Ferrari.
Sam Simon, quien al principio de su carrera fue escritor y luego showrunner para Taxi, declaró en una entrevista de 2013 en el pódcast WTF con Marc Maron que la historia de Kaufman que había sido generalmente disruptiva en el programa fue "una ficción completa" creada en gran parte por Zmuda. Simon sostuvo que Zmuda tiene un interés personal en promover una imagen fuera de control de Kaufman. En la entrevista, Simon declaró que Kaufman era "completamente profesional" y que "te dijo que Tony Clifton era él", pero también admitió que Kaufman habría "amado" la versión de los hechos de Zmuda.
Kaufman fue nominado para el Golden Globe Award al mejor actor secundario en una serie, serie limitada o película para televisión en taxi en 1979 y 1981.

### Tony Clifton
Otro personaje conocido de Kaufman es Tony Clifton, un cantante de salón absurdo y abusivo del público que abría los espectáculos de Kaufman en clubes de comedia y, finalmente, incluso realizó conciertos por su cuenta en todo el país. A veces era Kaufman actuando como Clifton, a veces era su hermano Michael o Zmuda. Por un breve tiempo, para algunos no estaba claro que Clifton no fuera una persona real. Los programas de noticias entrevistaron a Clifton, siendo él que empezaba los espectáculos de Kaufman, y la cosa se ponía fea cada vez que aparecía el nombre de Kaufman. Kaufman, insistió Clifton, estaba intentando arruinar el "buen nombre" de Clifton para ganar dinero y hacerse famoso.
Como requisito para que Kaufman aceptara la oferta de protagonizar Taxi, insistió en que Clifton fuera contratado para un papel invitado en el programa como si fuera una persona real, no un personaje. Después de hacer un berrinche en el set, Clifton fue despedido y escoltado desde el estacionamiento del estudio por los guardias de seguridad. Para deleite de Kaufman, este incidente fue reportado en los periódicos locales.

### Espectáculo en elCarnegie Hall
Al comienzo de una actuación en abril de 1979 en el Carnegie Hall de Nueva York, Kaufman invitó a su "abuela" a ver el espectáculo desde una silla que había colocado al lado del escenario. Al final del espectáculo, se puso de pie, se quitó la máscara y reveló al público que en realidad era el comediante Robin Williams disfrazado.
Kaufman también hizo que una anciana (Eleanor Cody Gould) pretendiera sufrir un ataque al corazón y morir en el escenario, en ese momento reapareció en el escenario con un tocado de nativos americanos y realizó un baile sobre su cuerpo, "reviviéndola".
Kaufman terminó el espectáculo llevando a toda la audiencia, en 24 autobuses, a buscar leche y galletas. Invitó a todos los interesados a reunirse con él en el ferry de Staten Island a la mañana siguiente, donde continuó el espectáculo.

### Especiales de televisión
El acuerdo de Taxi con la ABC incluyó darle a Kaufman un especial de televisión/piloto. Se le ocurrió Andy Funhouse, basado en una vieja rutina que había desarrollado mientras estaba en la universidad. El especial fue grabado en 1977 pero no se emitió hasta agosto de 1979. Presentó la mayoría de las bromas famosas de Andy, incluyendo Foreign Man/Latka y su suplantación de Elvis Presley, así como una serie de segmentos únicos (incluida una aparición especial del personaje de televisión infantil Howdy Doody y el "Has-been Corner"). También hubo un segmento que incluía una pantalla de televisión falsa estática como parte del gag, con la que los ejecutivos de la ABC no se sentían cómodos, temiendo que los espectadores confundieran la estática con problemas de transmisión y cambiaran el canal, que era el elemento cómico que Kaufman quería presentar. Andy Funhouse fue escrita por Kaufman, Zmuda y Mel Sherer, con música de Kaufman.
En marzo de 1980, Kaufman filmó un corto para un programa de ABC llamado Buckshot. El corto tenía poco más de seis minutos y se llamaba Funhouse del tío Andy. Presentaba a Kaufman como el anfitrión de un espectáculo infantil para adultos, además tenía una línea de asientos y una marioneta Tony Clifton.
En 1983, se filmó un programa muy similar a Andy's Funhouse y Uncle Andy's Funhouse para el programa SoundStage de PBS, llamado The Andy Kaufman Show. También presentaba una línea de asientos, y se presentaba sin mediar palabra una entrevista a Kaufman en la que se ríe histéricamente. Luego procedió a agradecer a la audiencia por ver los créditos.

### Incidente deFridays
En 1981, Kaufman hizo tres apariciones en Fridays, un programa de variedades en la ABC que era similar a Saturday Night Live. En su primera aparición, durante un sketch sobre cuatro personas en una cena que se excusan en el baño para fumar marihuana, Kaufman se salió del personaje y se negó a decir sus líneas.
En respuesta, el miembro del elenco Michael Richards salió de la cámara y regresó con un juego de tarjetas de referencia y las arrojó sobre la mesa frente a Kaufman, quien respondió salpicando a Richards con agua. El coproductor Jack Burns irrumpió en el escenario, lo que provocó una pelea ante la cámara antes de que el programa se cortara abruptamente y pusieran los anuncios.
Richards ha afirmado que este incidente fue una broma puesta en escena que solo él conocía, el productor asociado Burns y Kaufman, pero Melanie Chartoff, quien interpretó a la esposa de Kaufman en el sketch, ha declarado que, justo antes del tiempo de emisión, Burns le dijo a ella que Richards y Kaufman iban a romper la cuarta pared.
Kaufman apareció la semana siguiente en una disculpa grabada en video a los televidentes. Un poco más adelante, en ese mismo año, Kaufman volvió a ser anfitrión del Fridays. En un momento del espectáculo, invitó a una cantante de gospel de Lawrence Welk Show, Kathie Sullivan, al escenario para cantar algunas canciones de gospel con él y anunció que los dos estaban comprometidos para casarse, luego habló con la audiencia sobre su recién descubierta fe en Jesús (Kaufman era judío). Eso también fue un engaño. Más tarde, siguiendo haciendo un sketch sobre un farmacéutico que abusa de las drogas, se suponía que Kaufman presentaría a la banda The Pretenders. En lugar de presentar a la banda, pronunció un discurso nervioso sobre la nocividad de las drogas, mientras la banda estaba parada detrás de él lista para tocar. Después de su discurso, informó a la audiencia que había hablado durante demasiado tiempo y que tenía que ir a un comercial.

### Lucha libre profesional
Inspirado por la teatralidad de kayfabe, la naturaleza escenificada del deporte y su propia tendencia a formar engaños elaborados, Kaufman comenzó a luchar contra las mujeres durante su acto y se proclamó a sí mismo "Campeón del mundo de lucha libre de género", asumiendo una agresiva y ridícula personalidad basada en los personajes inventados por luchadores profesionales. Le ofreció un premio de $1000 a cualquier mujer que pudiera vencerle. Empleó a la artista de performance Laurie Anderson, una amiga suya, en este acto durante un tiempo.
Kaufman inicialmente se acercó al jefe de la World Wrestling Federation (WWF), Vince McMahon Sr., acerca de llevar su acto al territorio de la lucha libre de Nueva York. McMahon desestimó la idea de Kaufman, ya que el anciano McMahon no estaba dispuesto a incorporar el "espectáculo" a su sociedad Pro Wrestling. Para entonces, Kaufman había entablado una amistad con el reportero / fotógrafo de lucha libre Bill Apter. Después de muchas discusiones sobre el deseo de Kaufman de estar en el negocio de la lucha profesional, Apter llamó al icono de la lucha libre de Memphis Jerry "The King" Lawler y le presentó a Kaufman por teléfono.
Kaufman finalmente entró en el ring (en el circuito de lucha de Memphis) con un hombre, el propio Lawler. Kaufman se burló de los residentes de Memphis reproduciendo "videos que muestran a los residentes de cómo usar el jabón" y proclamando que la ciudad es "la capital de los campesinos". La contienda en curso de Lawler-Kaufman, que a menudo presentaba a Jimmy Hart y otros villanos en el rincón de Kaufman, incluía una serie de "obras" escenificadas, como un cuello roto para Kaufman como resultado de un martinete que Lawler le propinara, y una famosa pelea en directo en un Episodio de 1982 de Late Night con David Letterman.
Durante algún tiempo después de ese primer combate, Kaufman apareció usando un collarín, insistiendo en que sus heridas eran mucho peores de lo que realmente eran. Kaufman continuaría defendiendo el Campeonato Inter-Género en el Coliseo Mid-South y ofreció un premio adicional, además de los $1000: que si fuera conseguido, la mujer que le ganara podría casarse con él y que Kaufman también se afeitaría su cabeza.
Finalmente, se reveló que las peleas y los combates de lucha eran obras preparadas, y que Kaufman y Lawler eran amigos. Esto no fue revelado hasta más de 10 años después de la muerte de Kaufman, cuando el documental nominado al Emmy A Comedy Salute to Andy Kaufman se emitió en la NBC en 1995. Jim Carrey, quien reveló el secreto, más tarde interpretó a Kaufman en la película de 1999 Man on the Moon. En una entrevista de 1997 con Memphis Flyer, Lawler dijo que había improvisado durante su primer combate y el incidente de Letterman. 
Aunque los funcionarios del Hospital St. Francis declararon que las lesiones en el cuello de Kaufman eran reales, en su biografía de 2002 Es bueno ser el rey... A veces, Lawler detalló cómo se les ocurrió la historia y lo mantuvo en silencio. Aunque la lesión de Kaufman era legítima, la pareja la exageró. También dijo que la diatriba furiosa de Kaufman y su actuación en Letterman fue idea de Kaufman, incluso cuando Lawler golpeó a Kaufman fuera de su silla. El promotor Jerry Jarrett recordó más tarde que durante dos años enviaría por correo pagos de Kaufman comparables a los que recibían otros luchadores del evento principal en ese momento, pero Kaufman nunca depositó los cheques.
Kaufman apareció en la película de 1983 My Breakfast with Blassie con la personalidad de lucha libre profesional "Classy" Freddie Blassie. La película fue una parodia de la película de arte My Dinner with Andre. Lynne Margulies, hermana del director de la película, Johnny Legend, aparece en ella y se involucró románticamente con Kaufman. 
En 2002, Kaufman se convirtió en un personaje jugable en el videojuego Legends of Wrestling II y en un personaje estándar en Showdown: Legends of Wrestling de 2004. En 2008, Jakks Pacific produjo para su línea de juguetes WWE Classic Superstars un paquete de dos figuras de acción de Kaufman y Lawler, así como un lanzamiento de figuras separadas para cada uno de ellos.
El 20 de marzo de 2023, Kaufman fue anunciado como el tercer miembro del Salón de la Fama de la WWE Clase de 2023. Será inducido por Jerry "The King" Lawler.

### Apariciones
Aunque Kaufman se hizo un nombre como invitado en Saturday Night Live de la NBC, sus primeras apariciones en horario estelar fueron como "Hombre extranjero" en el programa de variedades de Dick Van Dyke Van Dyke and Company en 1976. Apareció cuatro veces en The Tonight Show en 1976–1978, y tres veces en The Midnight Special en 1972, 1977 y 1981. Kaufman apareció en The Dating Game en 1978, en el personaje de Foreign Man, y lloró cuando la soltera eligió a Bachelor #1, protestando porque había respondido todas las preguntas correctamente.
Sus apariciones en SNL comenzaron con el primer espectáculo, el 11 de octubre de 1975. Hizo 16 apariciones de SNL en total, haciendo rutinas de su acto de comedia, como Mighty Mouse singalong, Foreign Man y la suplantación de Elvis. Después de enfurecer a la audiencia con su rutina de lucha libre femenina, Kaufman en enero de 1983 hizo una aparición previa (su decimosexta) preguntando a la audiencia si alguna vez volvería a aparecer en el programa, diciendo que honraría su decisión. SNL realizó una votación telefónica, y 195,544 personas votaron a "Dump Andy", mientras que 169,186 personas votaron a "Keep Andy".
Durante el episodio de SNL con la encuesta telefónica, muchos de los miembros del reparto manifestaron su admiración por el trabajo de Kaufman. Después de que Eddie Murphy leyó ambos números, dijo: "Ahora, Andy Kaufman es un amigo mío. Tenga eso en cuenta cuando llame. No quiero tener que golpear a nadie en los Estados Unidos en la cara", y Mary Gross leyó el número de teléfono de Dump Andy a una velocidad tan rápida que el público no pudo captarlo. La cuenta final fue leída por Gary Kroeger a una audiencia que aplaudía. A medida que avanzaban los créditos, el locutor Don Pardo dijo: "Este es Don Pardo diciendo: 'Voté por Andy Kaufman'".
Kaufman hizo una serie de apariciones en la edición diurna de The David Letterman Show en 1980, y 11 apariciones en Late Night with David Letterman en 1982-1983. Hizo numerosos anuncios especiales en otros programas de televisión presentados o protagonizados por celebridades como Johnny Cash (especial de Navidad de 1979), Dick Van Dyke, Dinah Shore, Rodney Dangerfield, Cher, Dean Martin, Redd Foxx, Mike Douglas, Dick Clark, y Joe Franklin.
Apareció en su primera película cinematográfica , God Told Me To, en 1976, en la que retrató a un policía asesino. Apareció en otras dos películas, incluida la película de 1980 In God We Tru $ t, en la que interpretó a un televangelista, y la película de 1981 Heartbeeps, en la que interpretó a un robot.
Laurie Anderson trabajó junto a Kaufman por un tiempo en la década de 1970, actuando como una especie de "hombre heterosexual" en varias de sus actuaciones en Manhattan y Coney Island. Una de estas actuaciones incluyó subir a un paseo en el que la gente se para y se da vuelta. Después de que todos estaban atados, Kaufman comenzaría a decir que no quería estar en el viaje en un tono de pánico y, finalmente, llorar. Anderson luego describió estas actuaciones en su álbum de 1995, The Ugly One with the Jewels.
En 1983, Kaufman apareció en Broadway con Deborah Harry en la obra Teaneck Tanzi: The Venus Flytrap. Cerró después de solo dos actuaciones.

## Vida personal
Kaufman nunca se casó. Su hija, Maria Bellu-Colonna (nacida en 1969), era hija de una relación fuera del matrimonio con una novia de la escuela secundaria y fue puesta en adopción. Bellu-Colonna se enteró en 1992 de que era la hija de Kaufman cuando rastreó sus raíces biológicas al ganar una petición del estado de Nueva York para el apellido de su madre biológica. Pronto se reunió con su madre, abuelo, tío y tía. La hija de Bellu-Colonna, Brittany, apareció brevemente en Man on the Moon, interpretando a la hermana de Kaufman, Carol, cuando era una niña.
En diciembre de 1969, Kaufman aprendió Meditación Trascendental en la universidad. Según un artículo de la BBC, utilizó la técnica "para generar confianza y actuar en clubes de comedia". Durante el resto de su vida, Kaufman meditó y realizó yoga tres horas al día. De febrero a junio de 1971 se formó como profesor de meditación trascendental en Mallorca, España.
Lynne Margulies, quien conoció a Kaufman durante el rodaje de su My Breakfast With Blassie (ella estaba en la película), tuvo una relación con Kaufman desde 1982 hasta su muerte en 1984. Margulies más tarde codirigió la compilación de lucha de Kaufman de 1989 I'm From Hollywood, y publicó el libro de 2009 Estimado Andy Kaufman, ¡Odio tus entrañas!

## Enfermedad y muerte
En la cena de Acción de Gracias en Long Island en noviembre de 1983, varios miembros de la familia expresaron abiertamente su preocupación por la tos persistente de Kaufman. Afirmó que había estado tosiendo durante casi un mes, visitó a su médico y le dijeron que no pasaba nada. Cuando regresó a Los Ángeles, consultó a otro médico y luego se registró en el Centro Médico Cedars-Sinai para una serie de exámenes médicos. Unos días después, le diagnosticaron un carcinoma de células grandes, un tipo extremadamente raro de cáncer de pulmón. 
Después de que el público se sorprendió por su aspecto demacrado durante las actuaciones de enero de 1984, Kaufman reconoció que tenía una enfermedad no especificada que esperaba curar con medicina natural, incluida una dieta de todas las frutas y verduras, entre otras medidas. Kaufman recibió radioterapia paliativa, pero para entonces el cáncer se había extendido desde los pulmones hasta el cerebro. Su última aparición pública fue en el estreno de My Breakfast With Blassie en marzo de 1984, donde parecía delgado y lucía un mohawk (los tratamientos de radiación le hicieron caer el cabello). Al día siguiente, él y Lynne Margulies volaron a Baguio, Filipinas, donde, como último recurso, Kaufman recibió tratamientos de un procedimiento pseudocientífico llamado cirugía psíquica. 
Kaufman murió en el Centro Médico Cedars-Sinai en Los Ángeles el 16 de mayo de 1984, a la edad de 35 años.

## Rumores del engaño de la muerte

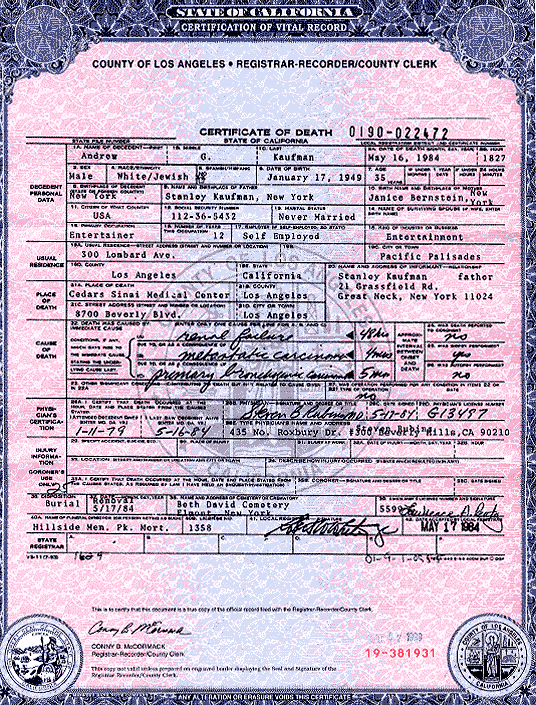
Certificado de defunción de Kaufman

Kaufman a menudo hablaba de fingir su propia muerte como un gran engaño, con rumores persistentes, a menudo alimentados por apariciones esporádicas del personaje de Kaufman Tony Clifton en clubes de comedia después de su muerte. El sitio web oficial de Kaufman describe la historia de la muerte falsa como una "leyenda urbana" e incluye una foto de su certificado de defunción.
"Clifton" actuó un año después de la muerte de Kaufman en el beneficio de The Comedy Store en honor de Kaufman, con la asistencia de miembros de su séquito, y durante la década de 1990 hizo varias apariciones en los clubes nocturnos de Los Ángeles. Jim Carrey, quien interpretó a Kaufman en Man on the Moon, declaró en el especial Comedy Salute de la NBC a Andy Kaufman que la persona que hacía el personaje de Clifton era Bob Zmuda.
En 2013, en respuesta a los rumores que siguieron a la aparición de una actriz que afirmaba ser la hija de Kaufman y que todavía estaba vivo, la oficina del forense del condado de Los Ángeles volvió a emitir el certificado de defunción de Kaufman para confirmar que realmente había fallecido y enterrado en el cementerio Beth David.
En 2014, Zmuda y Lynne Margulies, la novia de Kaufman en el momento de su muerte, fueron coautores de Andy Kaufman: The Truth, Finalmente, un libro que afirmaba que la muerte de Kaufman era una broma, y que pronto se revelaría a sí mismo, como su límite superior. en la "broma" fue de 30 años.

## Legado y homenajes
La comediante Elayne Boosler, quien salió y vivió con Kaufman y le da el crédito de haberla animado a hacer comedia, escribió un artículo para Esquire en noviembre de 1984, en su memoria. También dedicó su fiesta especial de Showtime One of 1986 a Kaufman. En la introducción se presenta una grabación de audio de Kaufman que ofrece aliento a Boosler.
En 1992 la banda REM lanzó el álbum Automatic for the People, que presentaba la canción de Andy Kaufman " Man on the Moon ". El video de la canción también presentó imágenes de Kaufman. El 29 de marzo de 1995, la NBC emitió A Comedy Salute To Andy Kaufman. Este especial presentó clips de muchas de las actuaciones de Kaufman, así como comentarios de algunos de sus amigos, familiares y colegas.
El comediante Richard Lewis en A Comedy Salute to Andy Kaufman dijo de él: "Nadie ha hecho lo que Andy hizo, haciéndolo tan bien, y nadie lo hará nunca, porque lo hizo primero. Andy hizo lo mismo que Buster Keaton, creando una nueva técnica. Carl Reiner recordó su distinción en el mundo de la comedia con este comentario:
"¿Andy influyó en la comedia? No. Porque nadie hace lo que hizo. Jim Carrey fue influenciado, no para hacer lo que Andy hizo, sino para seguir su propio camino. Creo que Andy hizo eso para mucha gente. Sigue tu propia ruta. No tenías que ir allí y decir 'toma a mi esposa, por favor'. Podrías hacer cualquier cosa que te parezca entretenida. Le dio a la gente la libertad de ser ellos mismos."
Reiner también dijo de Kaufman: "Nadie puede ver más allá de los bordes, dónde comienza y termina el personaje".
Jim Carrey interpretó a Kaufman en la película biográfica de 1999 Man on the Moon, dirigida por Miloš Forman; la película tomó su título de la canción de la banda REM del mismo nombre. REM también hizo la partitura para la película y grabó otra canción tributo a Kaufman, "The Great Beyond". La representación de Carrey fue recibida con aclamación crítica, lo que le valió un Globo de Oro por su actuación. Forman nombró a sus hijos gemelos, nacidos en 1998, Andrew y James, en honor a Kaufman y Carrey. En julio de 2012, la obra de Kaufman Bohemia West se presentó en Providence, Rhode Island. El comediante Vernon Chatman compiló y produjo el primer álbum de Kaufman, Andy and His Grandmother —vía Drag City en 2013.
Kaufman es una de las celebridades destacadas en el libro infantil de 2005 Diferente como yo: mi libro de héroes del autismo. La actriz Cindy Williams, que era buena amiga de Kaufman, le dedicó un capítulo entero de su autobiografía, Shirley, I Jest!: A Storied Life. El Show de Chris Gethard rindió homenaje al incidente de los Fridays de Kaufman en una tontería en un episodio con el comediante Brett Davis arrojando agua sobre la cara de alguien.
En el club de comedia The Comedy Store en Los Ángeles hay una imagen de neón de Kaufman en exhibición. El club también presenta en su menú el "Andy Kaufman Special", que consiste en "dos galletas y un vaso de leche helada". La Vic Ferrari Band tomó su nombre del personaje de Taxi de Kaufman. Según el productor ejecutivo Bill Oakley, el episodio de 1996 The Simpsons "Bart the Fink", en el que Krusty the Clown finge su muerte, se inspiró en parte en los rumores de la muerte falsa de Kaufman.
Al Jean, cocreador de la serie animada The Critic, ha declarado que el dibujo de la primera temporada del personaje de Jon Lovitz, Jay Sherman, se basaba libremente en Kaufman.
Para la presentación del Premio Andy Kaufman 2015, Two Boots Pizza creó un pastel especial Andy Kaufman. A partir de 2018, todavía cuentan con un pastel de Tony Clifton en su menú. En 2015, se creó una fragancia embotellada llamada "Andy Kaufman Milk & Cookies".
La cineasta alemana Maren Ade declaró que su película de 2016 Toni Erdmann, que fue nominada a la Palma de Oro en el Festival de Cine de Cannes, se inspiró parcialmente en Kaufman y Tony Clifton.
Desde 2004, la competencia del Premio Andy Kaufman se ha celebrado anualmente como "un escaparate para prometedores artistas de vanguardia con material fresco y poco convencional, para aquellos dispuestos a arriesgarse con una audiencia y para aquellos que no se definen por las convenciones típicas de comedia ".
El Comediante Chileno Felipe Avello comparte ciertas similitudes con Kaufman y a veces es comparado con el.
El 20 de junio de 2019, se anunció que Kaufman iba a ser honrado con una estrella póstuma en el Paseo de la Fama de Hollywood en la categoría de televisión. Será parte de la Clase de 2020.

## Filmografía

### Televisión
| Date                                               | Title                                       | Notes                                                                                               |
| -------------------------------------------------- | ------------------------------------------- | --------------------------------------------------------------------------------------------------- |
| Junio de 1972                                      | Kennedy at Night                            | show local de Chicago show; primera aparición de Kaufman como Elvis                                 |
| 6 de junio de 1974                                 | The Dean Martin Comedy World                | debut de Kaufman en televisión                                                                      |
| 20 de junio de 1974                                | The Joe Franklin Show                       | |
| 11 de octubre de 1975                              | Saturday Night Live                         | primer episodio de SNL; realizó "Mighty Mouse"                                                      |
| 25 de octubre de 1975                              | Saturday Night Live                         | realizó "Pop Goes The Weasel"                                                                       |
| 8 de noviembre de 1975                             | Saturday Night Live                         | Hombre extranjero                                                                                   |
| 17 de enero de 1976                                | Monty Hall's Variety Hour                   | |
| 28 de febrero de 1976                              | Saturday Night Live                         | realizó "Old MacDonald Had A Farm"                                                                  |
| 23 de junio de 1976                                | The Tonight Show Starring Johnny Carson     | Steve Allen invitado como anfitrión                                                                 |
| 20 de septiembre de 1976 – 30 de diciembre de 1976 | Van Dyke & Company                          | Kaufman apareció en 10 episodio semanales                                                           |
| 12 de enero de 1977                                | The Mike Douglas Show                       | |
| 15 de enero de 1977                                | Saturday Night Live                         | Hombre extranjero/Elvis                                                                             |
| 17 de enero de 1977                                | Dinah!                                      | Hombre extranjero                                                                                   |
| 21 de enero de 1977                                | The Tonight Show Starring Johnny Carson     | |
| 7 de febrero de 1977                               | Dinah!                                      | Kaufman canta "Kiss, Kiss, Kiss"                                                                    |
| 3 de marzo de 1977                                 | The Tonight Show Starring Johnny Carson     | |
| 4 de marzo de 1977                                 | The Midnight Special                        | Canta "I Trusted You"                                                                               |
| 30 de mayo de 1977                                 | Stick Around                                | Piloto para sitcom (presentado una vez); fue filmado el 29 de marzo de 1977                         |
| 1977                                               | The 2nd Annual HBO Young Comedians Show     | |
| 4 de agosto de 1977                                | The Tonight Show Starring Johnny Carson     | Elvis y tanborear                                                                                   |
| 15–19 de agosto de 1977                            | The Hollywood Squares                       | Kaufman apareció en shows como si fuese durante una semana de shows; fue filmado en junio de 1977   |
| 15 de septiembre de 1977                           | The Redd Foxx Comedy Hour                   | estrenado el 3 de noviembre de 1977                                                                 |
| 15 de octubre de 1977                              | Saturday Night Live                         | canta "Oklahoma", "Oh, The Cow Goes Moo" y hace Elvis                                               |
| 10 de diciembre de 1977                            | Saturday Night Live                         | Hombre extranjero                                                                                   |
| 3 de enero de 1978                                 | Variety '77: The Year in Entertainment      | toca congas, canta, danza e intenta levantar por levitación una mujer                               |
| 20 de febrero de 1978                              | The Tonight Show Starring Johnny Carson     | Steve Martin guest-hosted; Kaufman's last Tonight Show appearance                                   |
| 11 de marzo de 1978                                | Saturday Night Live                         | reads The Great Gatsby                                                                              |
| 14 de marzo de 1978                                | Bananaz                                     | local Columbus, Ohio television show                                                                |
| 11 de abril de 1978                                | The Mike Douglas Show                       | |
| 12 de septiembre de 1978 – 15 de junio de 1983     | Taxi                                        | production on the sitcom began on 5 de julio de 1978; last episode was filmed 18 de febrero de 1983 |
| 21 de noviembre de 1978                            | The Dating Game                             | as contestant "Baji Kimran"                                                                         |
| 29 de noviembre de 1978                            | Dick Clark's Live Wednesday                 | |
| 24 de febrero de 1979                              | Saturday Night Live                         | yodels                                                                                              |
| 3 de abril de 1979                                 | Cher...And Other Fantasies                  | |
| 30 de junio de 1979                                | The Lisa Hartman Show                       | (the date for this special has often been incorrectly given as 1976)                                |
| 20 de agosto de 1979                               | The Tomorrow Show                           | Kaufman's first wrestling match with a woman on national television                                 |
| 28 de agosto de 1979                               | Good Morning America                        | |
| 28 de agosto de 1979                               | Andy's Funhouse                             | ABC special; originally taped 15 de julio de 1977                                                   |
| 19 de septiembre de 1979                           | Dinah!                                      | drunken, egg-throwing Tony Clifton                                                                  |
| 20 de octubre de 1979                              | Saturday Night Live                         | wrestles for the first time on SNL                                                                  |
| 17 de noviembre de 1979                            | Saturday Night Live                         | |
| 22 de noviembre de 1979                            | Macy's Thanksgiving Day Parade              | |
| 6 de diciembre de 1979                             | A Johnny Cash Christmas                     | Foreign Man/Elvis/Santa                                                                             |
| 13 de diciembre de 1979                            | The Merv Griffin Show                       | |
| 22 de diciembre de 1979                            | Saturday Night Live                         | appears with "Nature Boy" Buddy Rogers; wrestles women                                              |
| 25 de enero de 1980                                | The Merv Griffin Show                       | aired 29 de enero de 1980                                                                           |
| 12 de junio de 1980                                | Andy Kaufman at Carnegie Hall               | the April 1979 concert was broadcast on Showtime                                                    |
| 18 de julio de 1980                                | Uncle Andy's Funhouse (Buckshot segment)    | filmed 1 de marzo de 1980                                                                           |
| 26 de septiembre de 1980                           | The Merv Griffin Show                       | appeared with Marty Feldman                                                                         |
| 14 de octubre de 1980                              | The David Letterman Show                    | tells Letterman he's been sleeping in doorways; Letterman abruptly cuts him off                     |
| 15 de octubre de 1980                              | The David Letterman Show                    | shows up disheveled; begs audience for money                                                        |
| 23 de enero de 1981                                | The Midnight Special                        | Hosted; performed much of his repertoire                                                            |
| 20 de febrero de 1981                              | Fridays                                     | Kaufman hosts; the infamous fight episode                                                           |
| 27 de febrero de 1981                              | Fridays                                     | videotaped apology from Kaufman                                                                     |
| March 3–6, 1981                                    | Barbara Mandrell and the Mandrell Sisters   | was taped in March; unclear when or if Kaufman's segment aired*                                     |
| 25 de marzo de 1981                                | The Midnight Special                        | introduces Tony Clifton                                                                             |
| 16 de abril de 1981                                | The Slycraft Hour                           | NYC cable access show with Bob Pagani                                                               |
| 8 de junio de 1981                                 | The Merv Griffin Show                       | Tony Clifton                                                                                        |
| 31 de agosto de 1981                               | The Merv Griffin Show                       | Tony Clifton                                                                                        |
| 18 de septiembre de 1981                           | Fridays                                     | Kaufman introduces his fiancé, Kathie Sullivan; they sing & he discusses his Christianity           |
| 28 de octubre de 1981                              | Good Morning America                        | |
| 29 de octubre de 1981                              | An Evening at the Improv                    | hosted                                                                                              |
| 11 de diciembre de 1981                            | The Merv Griffin Show                       | |
| 30 de enero de 1982                                | Saturday Night Live                         | in a sketch as Elvis                                                                                |
| 8 de febrero de 1982                               | 1981: The Year in Television                | briefly interviewed by Dick Cavett                                                                  |
| 17 de febrero de 1982                              | Late Night with David Letterman             | Kaufman's first appearance on Late Night; talks about doing Elvis after his death; wrestling talk   |
| 18 de febrero de 1982                              | Late Night with David Letterman             | Tony Clifton (thought at the time to be Kaufman; later revealed to be Zmuda)                        |
| 30 de marzo de 1982                                | Late Night with David Letterman             | |
| 1 de abril de 1982                                 | Late Night with David Letterman             | brief appearance in greenroom; promotes Lawler match                                                |
| 14 de abril de 1982                                | Good Morning America                        | |
| 15 de abril de 1982                                | The John Davidson Show                      | |
| 7 de mayo de 1982                                  | Hour Magazine                               | aired 11 de mayo de 1982; Kaufman appears with his brother and sister                               |
| 15 de mayo de 1982                                 | Saturday Night Live                         | appears with Taxi castmates; discusses the Lawler wrestling match                                   |
| 17 de mayo de 1982                                 | Late Night with David Letterman             | |
| 25 de junio de 1982                                | The Merv Griffin Show                       | Orson Welles guest-hosts; Welles expresses his fondness for Taxi                                    |
| 28 de julio de 1982                                | Late Night with David Letterman             | the infamous Lawler/Kaufman slap fight                                                              |
| 17 de septiembre de 1982                           | The Fantastic Miss Piggy Show               | Tony Clifton                                                                                        |
| 30 de septiembre de 1982                           | Catch a Rising Star's 10th Anniversary      | filmed 19 de agosto de 1982                                                                         |
| 23 de octubre de 1982                              | Saturday Night Live                         | Kaufman was due to appear in this episode, but was cut by producer Dick Ebersol.                    |
| 30 de octubre de 1982                              | Saturday Night Live                         | Kaufman was due to appear in this episode, but was cut due to showing up late.                      |
| 17 de noviembre de 1982                            | Late Night with David Letterman             | dressed in turban, he sings "Rose Marie"                                                            |
| 20 de noviembre de 1982                            | Saturday Night Live                         | Kaufman is voted off the show, 195,544 to 169,186                                                   |
| 7 de enero de 1983                                 | Late Night with David Letterman             | appears with his parents; calls grandmother in Florida                                              |
| 22 de enero de 1983                                | Saturday Night Live                         | videotape of Kaufman, thanking viewers who voted for him                                            |
| 23 de febrero de 1983                              | Late Night with David Letterman             | appears with Freddie Blassie; sings Jambalaya (On The Bayou)                                        |
| 2 de mayo de 1983                                  | CWA Wrestling                               | |
| 26 de mayo de 1983                                 | Up Close with Tom Cottle                    | interview                                                                                           |
| 9 de julio de 1983                                 | CWA Wrestling                               | |
| 15 de julio de 1983                                | The Andy Kaufman Show                       | PBS Soundstage                                                                                      |
| 16 de julio de 1983                                | CWA Wrestling                               | |
| 23 de julio de 1983                                | CWA Wrestling                               | |
| 30 de julio de 1983                                | CWA Wrestling                               | |
| 6 de agosto de 1983                                | CWA Wrestling                               | |
| 13 de agosto de 1983                               | CWA Wrestling                               | |
| 22 de septiembre de 1983                           | Late Night with David Letterman             | introduces his adopted children; does Elvis for the final time                                      |
| 7 de noviembre de 1983                             | Superstars of Comedy Salute the Improv      | aired 12 de febrero de 1984; does laundry, plays congas, and sings "Rock Island" from The Music Man |
| 17 de noviembre de 1983                            | Late Night with David Letterman             | plays scene from The Big Chill; brings adopted kids on again; final Letterman appearance            |
| 19 de noviembre de 1983                            | CWA Wrestling                               | |
| 29 de noviembre de 1983                            | Rodney Dangerfield: I Can't Take It No More | Filmed 7 de noviembre de 1983                                                                       |
| 26 de enero de 1984                                | The Top                                     | Kaufman's final television appearance                                                               |

### Película
| Fecha | Título                       | Papel                     | Notas                      |
| ----- | ---------------------------- | ------------------------- | -------------------------- |
| 1976  | Dios me lo dijo              | Oficial de policía        |                            |
| 1980  | En Dios Tru $ t              | Armageddon T. Thunderbird |                            |
| 1981  | Latidos del corazón          | ValCom-17485              |                            |
| 1983  | Mi desayuno con blassie      | Él mismo                  | Papel final de la película |
| 1986  | Elayne Boosler: Party of One |                           | Voz archivada              |
| 1989  | Soy de hollywood             | Él mismo                  |                            |
| 1999  | Hombre en la luna            |                           | Canto archivado            |

## Otras lecturas
- Zehme, Bill (1999), Lost in the Funhouse: The Life and Mind of Andy Kaufman, Delacorte Press. ISBN 978-0-385-33371-9
- Zmuda, Bob; Hansen, Matthew Scott (1999), Andy Kaufman Revelado !: Mejor amigo lo dice todo, Back Bay Books. ISBN 0-316-61098-4
- Hecht, Julie (2001), ¿Era este hombre un genio? Conversaciones con Andy Kaufman, Vintage Books. ISBN 0-375-50457-5
- Keller, Florian (2005), Andy Kaufman: Luchando con el sueño americano, University of Minnesota Press. ISBN 0816646031
- Zoglin, Richard (2008), Comedy at the Edge: How Stand-up in the 1970s Changed America, Bloomsbury USA. ISBN 1582346240
- Margulies, Lynne; Zmuda, Bob (2009), Estimado Andy Kaufman, ¡Odio tus entrañas!, Proceso. ISBN 1934170089
- Knoedelseder, William (2009), I'm Dying Up Here: Heartbreak and High Times in Stand-Up Comedy's Golden Era, PublicAffairs. ISBN 158648317X
- Margulies, Lynne; Zmuda, Bob (2014), Andy Kaufman, La verdad finalmente, BenBella Books. ISBN 9781940363059

- Datos: Q299983
- Multimedia: Andy Kaufman / Q299983